# Vrijheidsdressuur

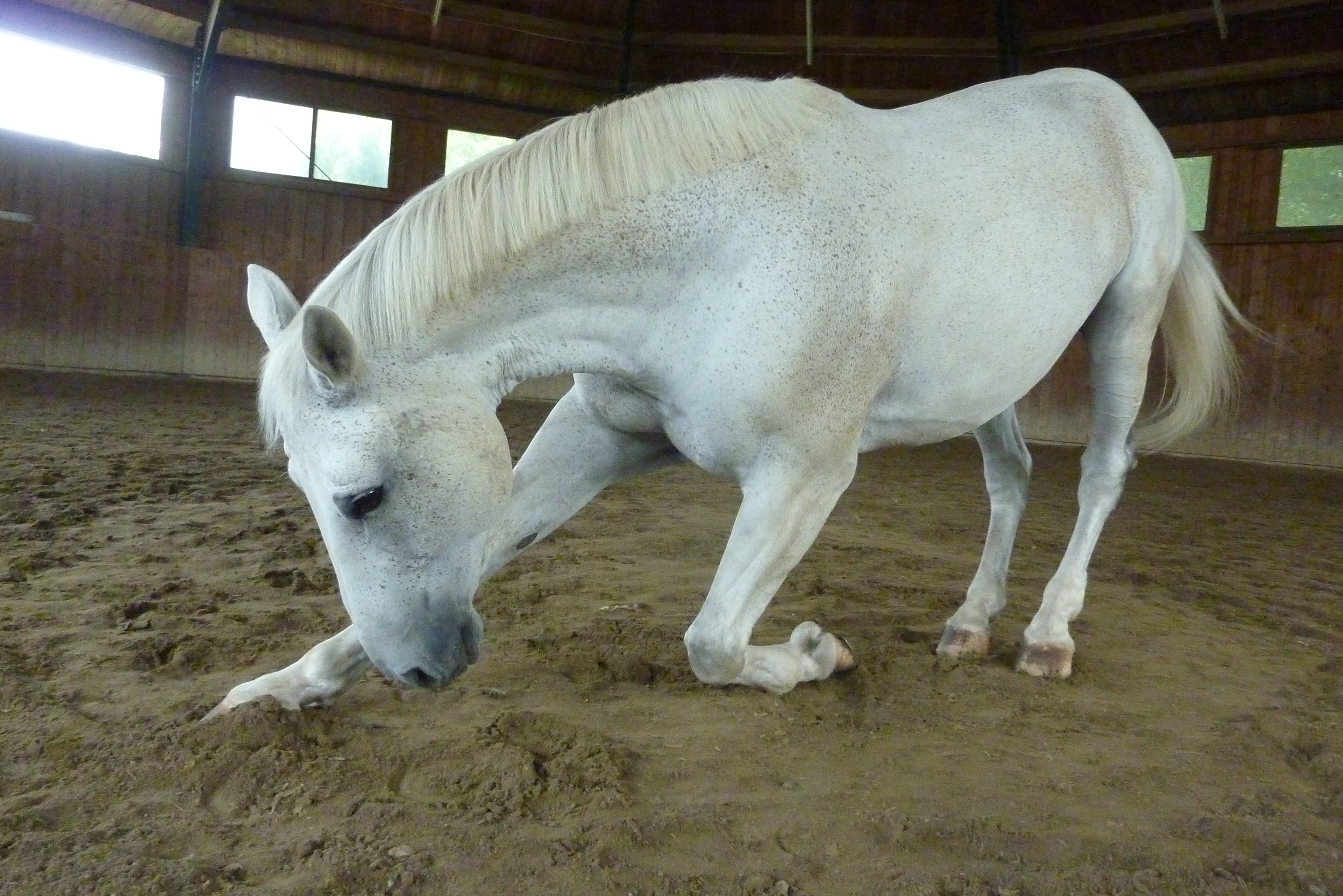
Compliment maken

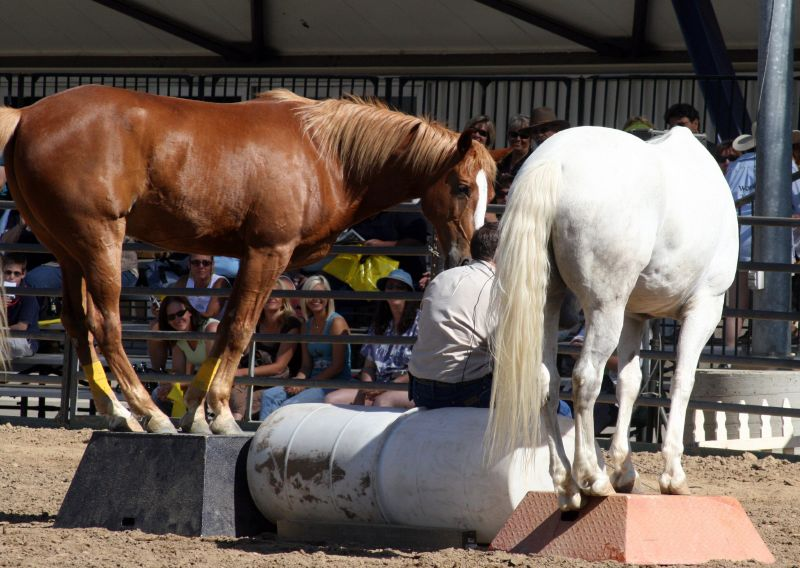
Vrijheidsdressuur, show

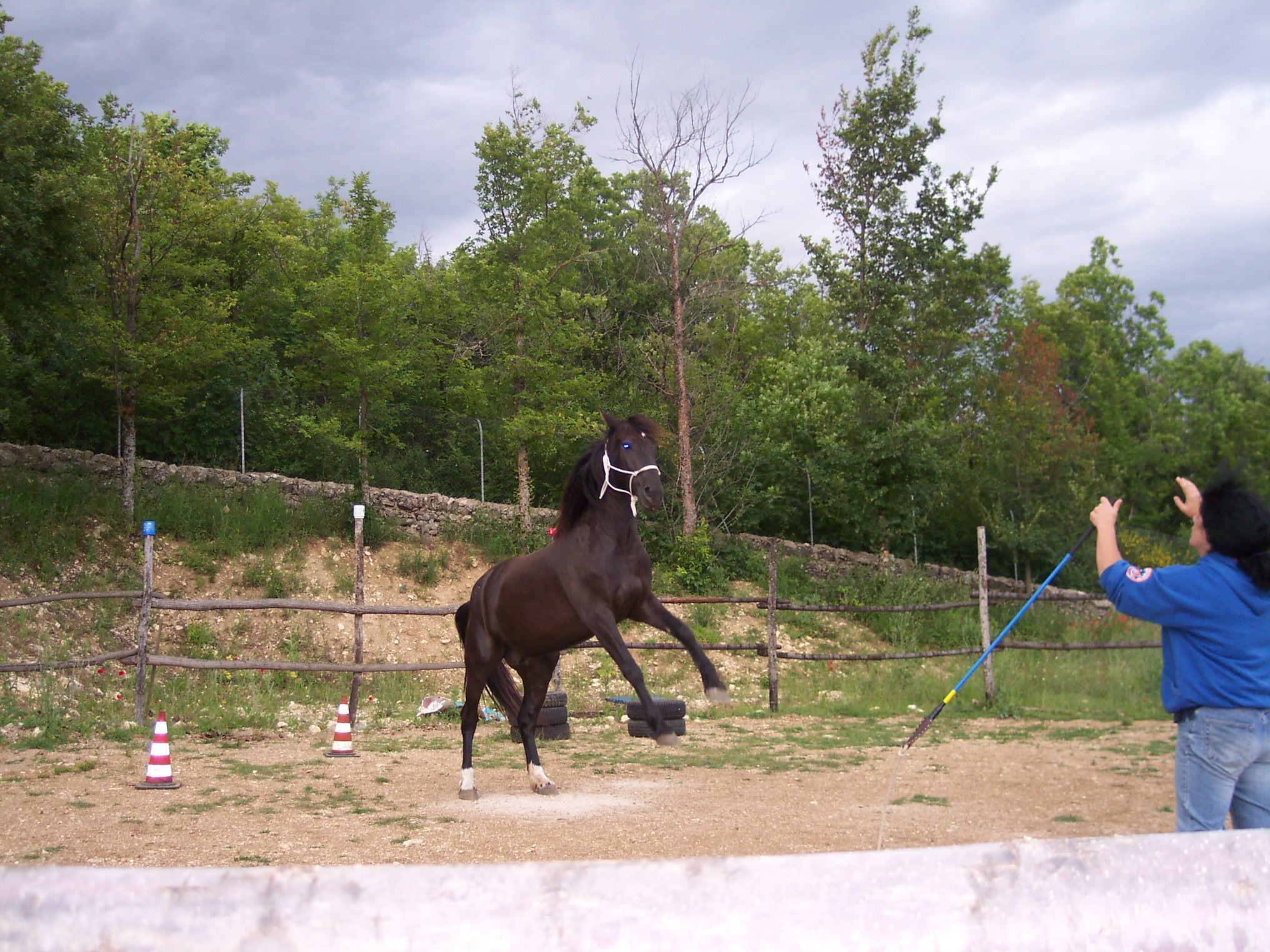
Levade, training

Vrijheidsdressuur is een vorm van dressuur waarbij paarden leren om op commando natuurlijke bewegingen te verrichten, vaak met een lekkernij als beloning. Onder vrijheidsdressuur vallen een groot aantal oefeningen, zoals steigeren, liggen, buigen, tellen, apporteren en Spaanse pas. Men noemt deze oefeningen 'vrijheidsdressuur' omdat de paarden niet met leidsels of een longe bestuurd en onder controle gehouden worden.

## Geschiedenis
Het paard in het circus kent een lange geschiedenis. Ook nu nog zijn paarden daar een vast onderdeel van en kent elk circus nog een zogenaamd vrijheidsnummer, waarin een even aantal paarden los door de circuspiste draaft of galoppeert en een aantal kunsten laat zien. In het circus is dit vaak beperkt tot steigeren, buigen en van hand veranderen.
In de jaren 1970 werden de circuskunsten ook ontdekt door recreatieruiters die hun paarden niet alleen vanuit het zadel, maar ook vanaf de grond wilden trainen. De oefeningen werden niet meer alleen voor shows gebruikt, zoals in het circus, maar ook voor het gymnasticeren en stretchen van het paard. Het laat zich als vorm van grondwerk inpassen in vele andere trainingssystemen en is inmiddels een vast onderdeel van het repertoire van natural horsemanship, waarbij de paardentrainers door middel van subtiele lichaamsgebaren met de paarden kunnen communiceren.

## Training
Vrijheidsdressuur wordt doorgaans aangeleerd met behulp van voedselbeloningen en de stem, die gegeven worden om het paard te stimuleren om mee te werken. Het doel is om het paard uiteindelijk te kunnen vragen om de oefeningen in vrijheid te tonen. De meeste trainers proberen daarom ook tijdens het trainingsproces zelf de paarden zo veel mogelijk vrijheid te geven.

## Boeken
- Nieuwe Weme, Miriam, Vrijheidsdressuur: van Apporteren tot Zitten, Bucephalos 2007, ISBN 9789058213457
- Penquitt, Nathalie, Manege frei fur Freizeitpferde, Cadmos 2007, ISBN 9783861272823
- Wiemers, Eva, Zirzensische Lektionen, Olms 2007, ISBN 9783487083896